# 歌剧院列表

米蘭斯卡拉歌剧院

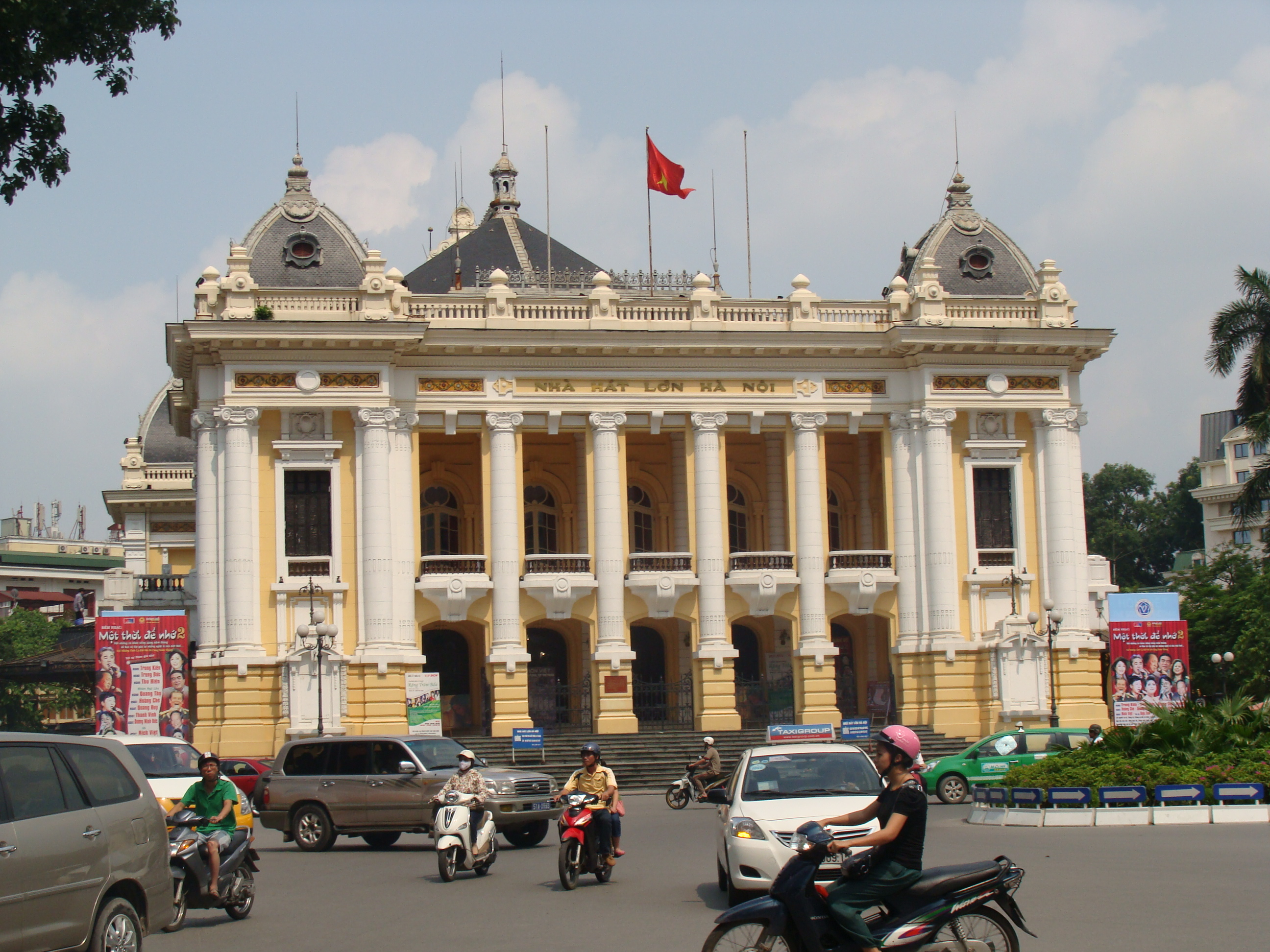
越南國家歌劇院

下表以國家為分類，列出世界上知名的歌劇院。

## 澳大利亞
- 雪梨歌劇院（Sydney Opera House）
- 維多利亞藝術中心

## 奧地利
- 萨尔茨堡音乐节大会堂Grosses Festspielhaus, Salzburg
- 维也纳国家歌剧院（Wiener Staatsoper）
- 維也納民俗歌劇院（Volksoper Wien）
- 維也納美泉宮劇院（Schönbrunn Schlosstheater）
- 格拉茨歌劇院
- 維也納劇院

## 加拿大
- 多倫多四季演藝中心（Four Seasons Centre for the Performing Arts，加拿大歌劇團駐地）
- 溫哥華伊利沙伯女皇劇院（Queen Elizabeth Theatre，溫哥華歌劇團駐地）

## 台灣
- 台北：國家戲劇院
- 台北：台北藝術中心
- 新北：大台北新劇院（籌建中）
- 台中：臺中國家歌劇院
- 高雄：衛武營國家藝術文化中心歌劇院

## 韓國
- 首爾世宗文化會館
- 首爾藝術殿堂

## 中國大陸
- 中国国家大剧院
- 北京保利国际剧院
- 天津大剧院
- 上海大剧院
- 广州大剧院
- 哈尔滨大剧院

## 捷克
- 布拉格國家歌劇院（捷克語：Státní opera Praha）
- 布拉格国立剧院（Národní Divadlo, Prague）

## 法國
- 巴黎歌剧院（Palais Garnier）
- 巴黎巴士底歌劇院（Opéra de la Bastille, Paris）
- 巴黎喜歌剧院（Opera-Comique, Paris）
- 里昂新歌劇院（Nouvel Opéra , Lyon,里昂國立歌劇團駐地）

## 德國
- 拜羅伊特音樂節劇院（Bayreuther Festspielhaus）
- 慕尼黑巴伐利亞國立歌劇院（Bayerische Staatsoper）
- 柏林國家歌劇院（Staatsoper Unter den Linden Berlin）
- 德勒斯登申培爾歌劇院（Semperoper Dresden）
- 柏林德意志歌劇院（Deutsche Oper Berlin）
- 杜塞尔多夫萊恩德意志歌劇院（Deutsche Oper am Rhein, Düsseldorf）

## 義大利
- 米蘭斯卡拉歌剧院（Teatro alla Scala）
- 威尼斯鳳凰劇院（Teatro La Fenice, Venice）
- 罗马阿波罗剧院（Apollo Teatro, Rome）
- 博洛尼亞市立歌劇院（Teatro Comunale, Bologna）
- 佛罗伦萨市立剧院（Teatro Comunale, Florence，佛罗伦萨五月音乐节承辦地之一）
- 羅馬歌劇院（Teatro dell'Opera di Roma）
- 帕爾馬王家劇院（Teatro Regio di Parma）
- 都靈王家劇院（Teatro Regio Torino）
- 那不勒斯聖卡洛劇院（Teatro di San Carlo, Naples）
- 維羅那露天劇場（Arena di Verona）

## 日本
- 東京日本放送協會會堂（NHKホール）
- 東京日本新國立劇場（新国立劇場）

## 摩納哥
- 蒙特卡罗歌剧院（Opéra de Monte-Carlo）

## 葡萄牙
- 里斯本聖卡洛斯國立劇院（Teatro Nacional de São Carlos）

## 俄羅斯
- 莫斯科大剧院（Bol`shoy Theatre, Moscow）
- 聖彼得堡馬林斯基劇院（Mariinsky Theatre, Saint Petersburg）

## 西班牙
- 巴塞隆納利塞乌大剧院（Gran Teatre del Liceu）
- 馬德里萨苏埃拉剧院（Teatro de la Zarzuela）
- 马德里皇家剧院（Teatro Real de Madrid）

## 瑞典
- 王后島宮劇院（Drottningholms Slottsteater）
- 斯德哥爾摩瑞典王家歌劇院（Kungliga Operan）

## 芬兰
- 芬兰国家歌剧院（Suomen Kansallisooppera）

## 瑞士
- 日內瓦大劇院（Grande Théâtre de Genève）
- 蘇黎世歌劇院（Opernhaus Zürich）

## 斯洛文尼亚
- 國立斯洛維尼亞歌劇和芭蕾舞劇院（Ljubljanska opera）

## 英國
- 伦敦皇家歌剧院（Royal Opera House, Covent Garden）
- 加的夫威爾斯千禧中心（Canolfan Mileniwm Cymru，威爾斯國立歌劇院駐地）
- 愛丁堡節慶劇院（Festival Theatre, Edinburgh）
- 格拉斯哥王家劇院（Theatre Royal, Glasgow，蘇格蘭歌劇院駐地）

## 美國
- 紐約大都会歌剧院（Metropolitan Opera）
- 芝加哥歌剧院（Lyric Opera of Chicago）
- 華盛頓市肯尼迪演藝中心歌劇院（Opera House, Kennedy Center for the Performing Arts，華盛頓國立歌劇團駐地）

## 越南
- 越南國家歌劇院

## 巴西
- 亚马逊剧院（Teatro Amazonas）